# Sepik Vallis
La Sepik Vallis è una struttura geologica della superficie di Marte.